# U7 (Berlins tunnelbana)
| Urban tunnel track end start |

| Urban tunnel station on track |

| Urban tunnel stop on track |

| Urban tunnel stop on track |

| Urban tunnel stop on track |

| Urban tunnel stop on track |

| Urban tunnel station on track |

| Urban tunnel stop on track |

| Urban tunnel stop on track |

| Urban tunnel station on track |

| Urban tunnel stop on track |

| Urban tunnel stop on track |

| Unknown BSicon "utABZgl" |

| Urban tunnel station on track |

| Urban tunnel stop on track |

| Urban tunnel stop on track |

| Urban tunnel stop on track |

| Urban tunnel stop on track |

| Urban tunnel station on track |

| Urban tunnel stop on track |

| Unknown BSicon "utABZgl" |

| Urban tunnel station on track |

| Urban tunnel stop on track |

| Urban tunnel stop on track |

| Urban tunnel stop on track |

| Urban tunnel stop on track |

| Urban tunnel station on track |

| Unknown BSicon "utABZg+l" |

| Urban tunnel station on track |

| Unknown BSicon "utABZgr" |

| Urban tunnel stop on track |

| Urban tunnel stop on track |

| Unknown BSicon "utABZgl" |

| Urban tunnel station on track |

| Urban tunnel stop on track |

| Urban tunnel stop on track |

| Urban tunnel stop on track |

| Urban tunnel station on track |

| Urban tunnel stop on track |

| Urban tunnel stop on track |

| Urban tunnel station on track |

| Unknown BSicon "utABZgr" |

| Urban tunnel stop on track |

| Urban tunnel stop on track |

| Urban tunnel stop on track |

| Urban tunnel stop on track |

| Urban tunnel station on track |

| Urban tunnel track end end |

| Urban tunnel track end start |

| Urban tunnel station on track |

| Urban tunnel stop on track |

| Urban tunnel stop on track |

| Urban tunnel stop on track |

| Urban tunnel stop on track |

| Urban tunnel station on track |

| Urban tunnel stop on track |

| Urban tunnel stop on track |

| Urban tunnel station on track |

| Urban tunnel stop on track |

| Urban tunnel stop on track |

| Unknown BSicon "utABZgl" |

| Urban tunnel station on track |

| Urban tunnel stop on track |

| Urban tunnel stop on track |

| Urban tunnel stop on track |

| Urban tunnel stop on track |

| Urban tunnel station on track |

| Urban tunnel stop on track |

| Unknown BSicon "utABZgl" |

| Urban tunnel station on track |

| Urban tunnel stop on track |

| Urban tunnel stop on track |

| Urban tunnel stop on track |

| Urban tunnel stop on track |

| Urban tunnel station on track |

| Unknown BSicon "utABZg+l" |

| Urban tunnel station on track |

| Unknown BSicon "utABZgr" |

| Urban tunnel stop on track |

| Urban tunnel stop on track |

| Unknown BSicon "utABZgl" |

| Urban tunnel station on track |

| Urban tunnel stop on track |

| Urban tunnel stop on track |

| Urban tunnel stop on track |

| Urban tunnel station on track |

| Urban tunnel stop on track |

| Urban tunnel stop on track |

| Urban tunnel station on track |

| Unknown BSicon "utABZgr" |

| Urban tunnel stop on track |

| Urban tunnel stop on track |

| Urban tunnel stop on track |

| Urban tunnel stop on track |

| Urban tunnel station on track |

| Urban tunnel track end end |

Linje U7 i Berlins tunnelbana har 40 stationer och är 31,8 kilometer lång. Den börjar i Spandau (Rathaus Spandau) och går via Neukölln till Gropiusstadt och Rudow. Linje U7 den längsta tunnelbanesträckan i Berlin både gällande sträcka, antalet stationer och restid. Den går helt under jord och var under en period världens längsta underjordiska byggnadsverk. Linje U7 var ursprungligen en sidlinje till dagens U6 som gick mellan Seestrasse och Grenzallee. 1966 skildes linjen från U6 och byggdes ut i tre etapper fram till 1984. 

## Historia
U7 skapades utifrån det som idag är linje U6, U7 var en sidlinje till denna linje med namnet CII då U6:an hette CI. Detta kan ses när man åker då det blir ett hopp i stationsarkitekturen mellan linjens västliga del och dess östra. Stationerna i Kreuzberg och Neukölln har den för Berlins tunnelbana typiska 1920-talsformgivningen av Alfred Grenander.  
Under 1950-talet bestämdes att man skulle undvika denna typ av linjer och stationer och istället ha korsningsstationer. Nuvarande U7 byggdes ut från 1959 utifrån den existerande delen på linje U6:s en del, en första utbyggnad söderut stod klar 1963. 1961-1966 följde den södra förlängningen av linje U6. Detta innebar att stationen Mehringdamm byggdes om 1964-1966 då linje U7 skapades utifrån linje U6:s östra del och sedan drogs västerut i etapper. Tidigare hade linje U6 delat sig i två riktningar på Mehringdamm.
Delen ut mot Rudow, Rudower Zweig, skulle bli den egna linjen H och minska trycket på Hallesches Tor. Byggarbetena började 1962. Den nya linjen började trafikera Möckernbrücke - Rudow 1966 som linje 7 sedan det beslutats att lämna bokstäver och införa siffror för linjerna. Det var sedan tidigare beslutat om en utbyggnad. Under 1970- och 1980-talet kunde en omfattande utbyggnad ske genom de stora subventioner som gick in till utbyggnadsprojekt av Västberlins tunnelbana. 
1971 kunde U7:an sträckning förlängas till Fehrbelliner Platz. 1978 öppnades en till etapp som sträckte sig till Richard-Wagner-Platz. U7 förlängdes återigen 1980 då den nådde Siemensstadt, den sista delen av U7 invigdes 1984 då Rathaus Spandau öppnades för trafik.
Bland U7:s stationer återfinns bland andra Rathaus Spandau, Zitadelle, Siemensdamm, Richard-Wagner-Platz, Bismarckstrasse, Wilmersdorfer Strasse, Kleistpark, Hermannplatz och Mehringdamm. De nyare stationerna är ritade av Rainer G. Rümmler.

## Utbyggnad
Det finns planer för en möjlig utbyggnad såväl västerut i Spandau som i det sydöstra slutet i Rudow. Västerut finns sedan 1970 en möjlig utbyggnad mot Staaken genom Wilhelmstadt. Tidvis har planen även varit att förlänga till Falkenhagener Feld. Enligt BVG:s plan Expressmetropole Berlin från 2023, planeras U7 förlängas västerut till Gatower Strasse och söderut till Berlin Brandenburgs flygplats.

## Galleri

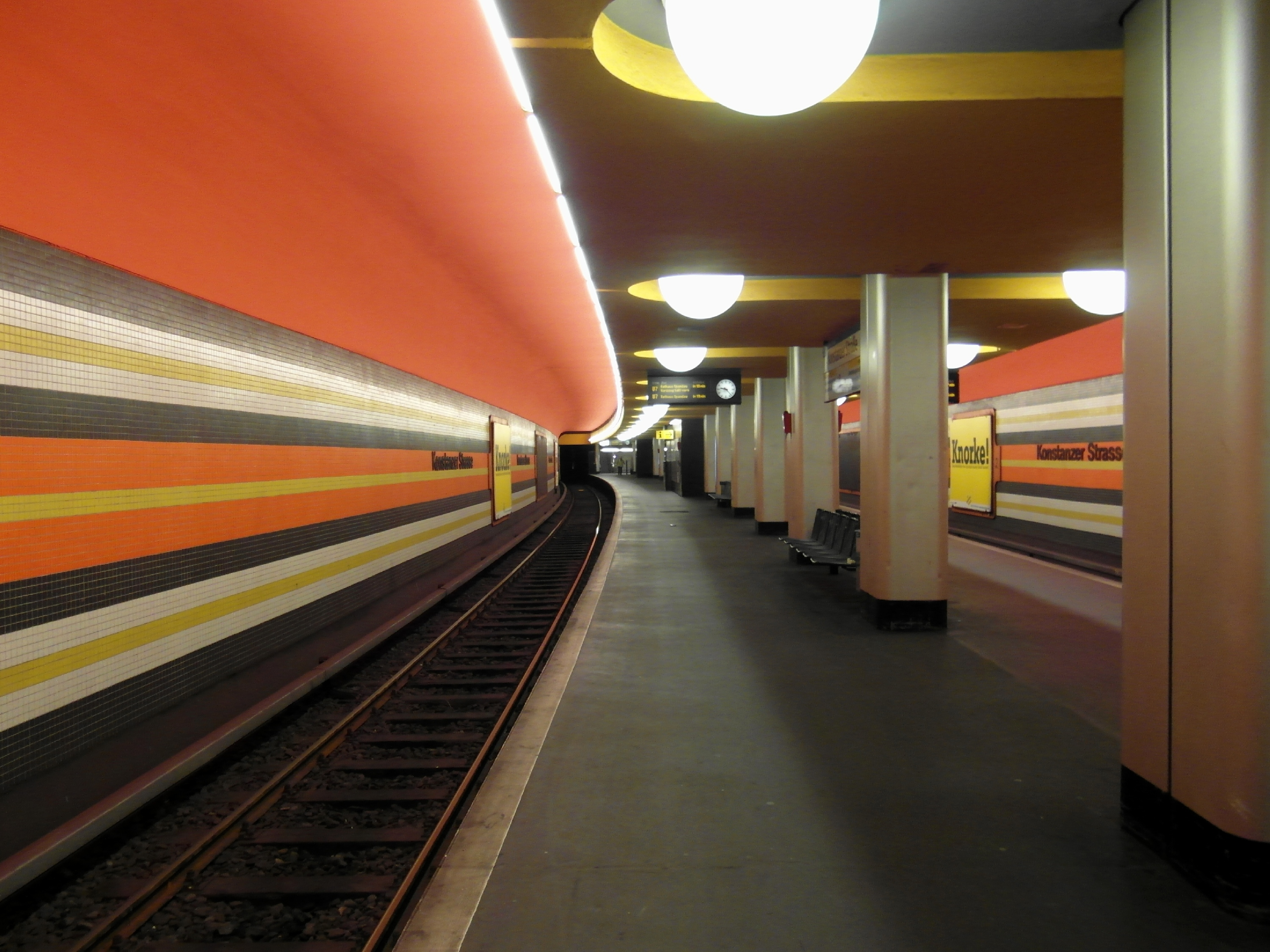
Konstanzer Strasse
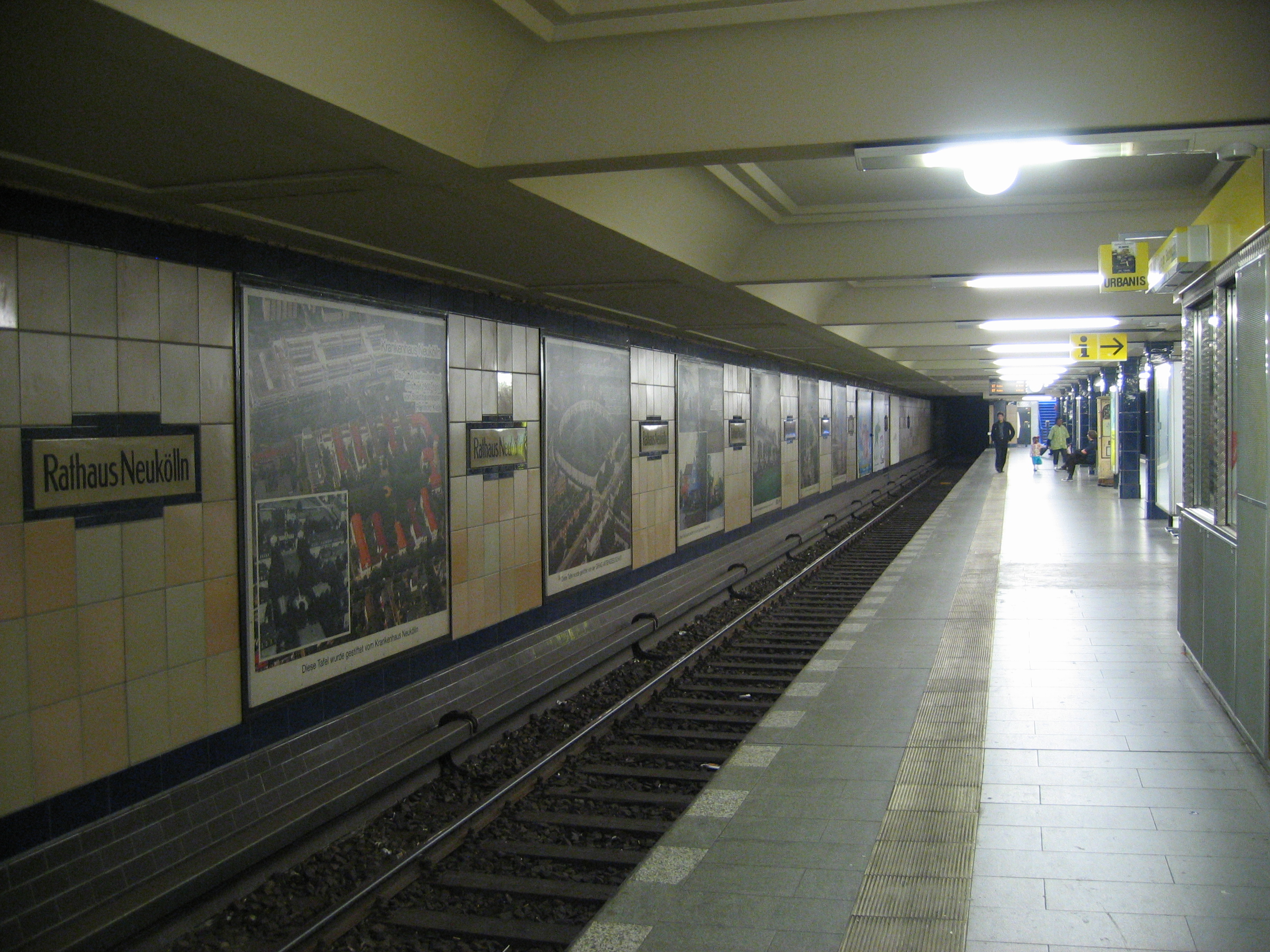
Rathaus Neukölln
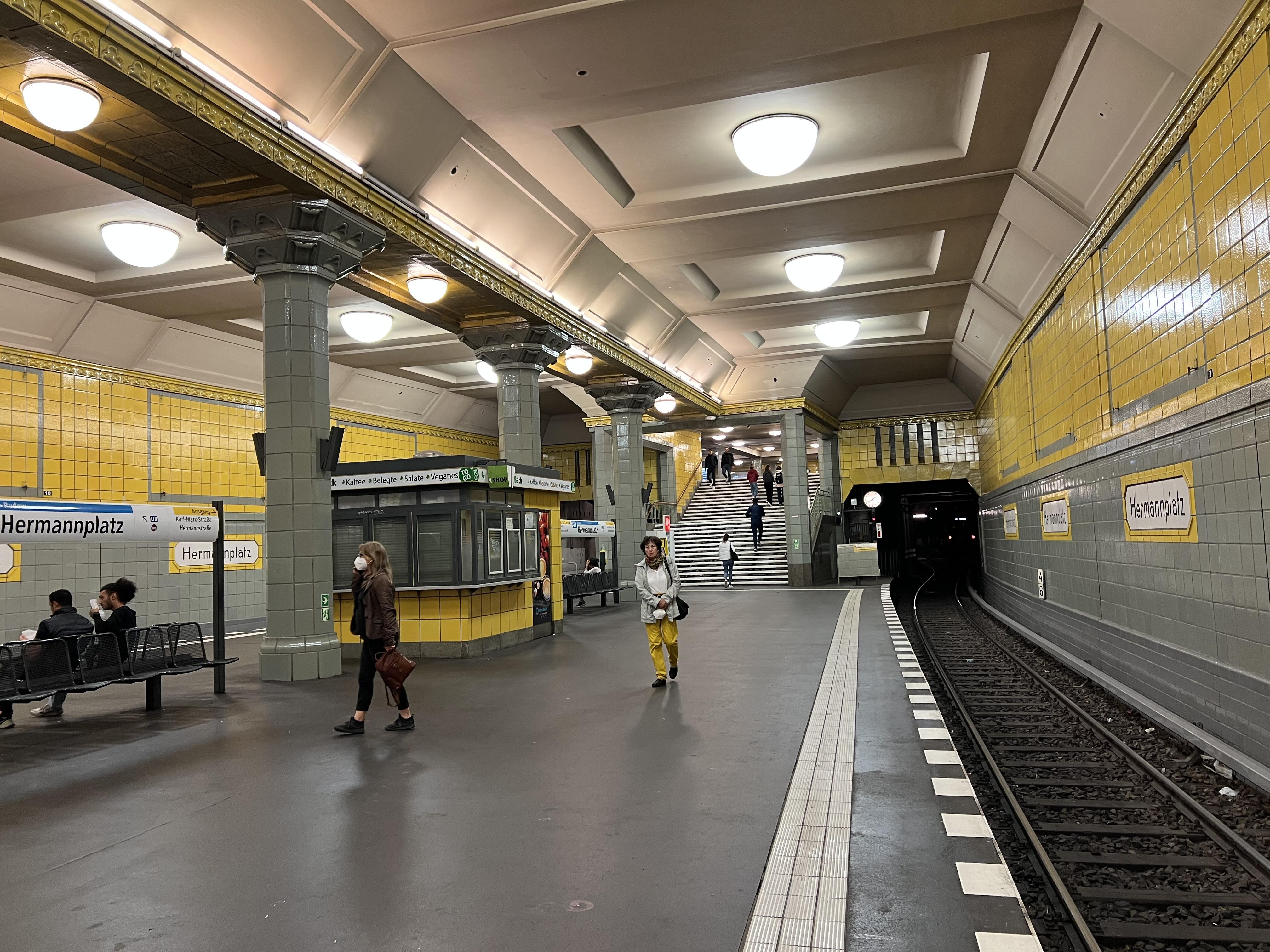
Hermannplatz
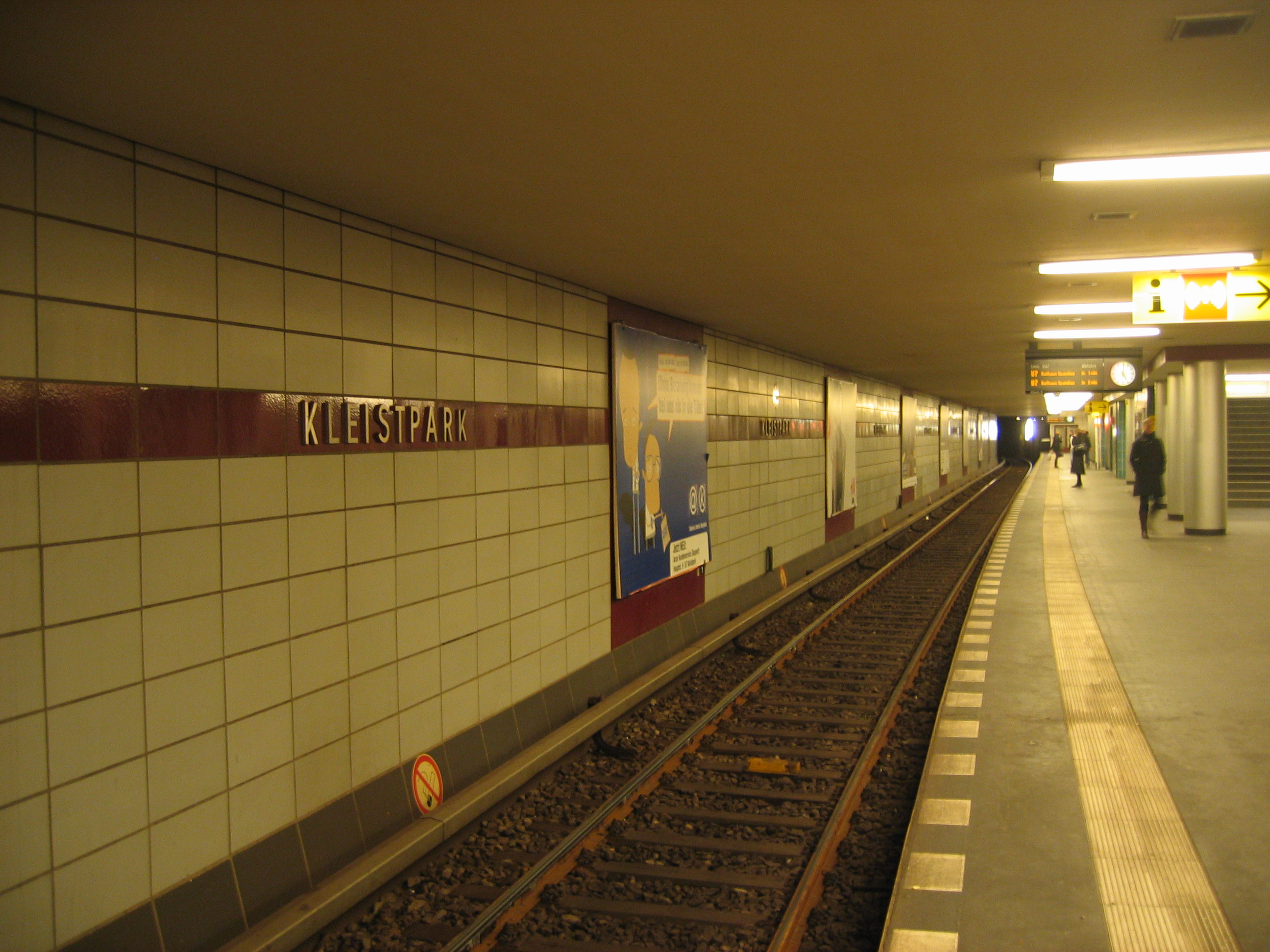
Kleistpark
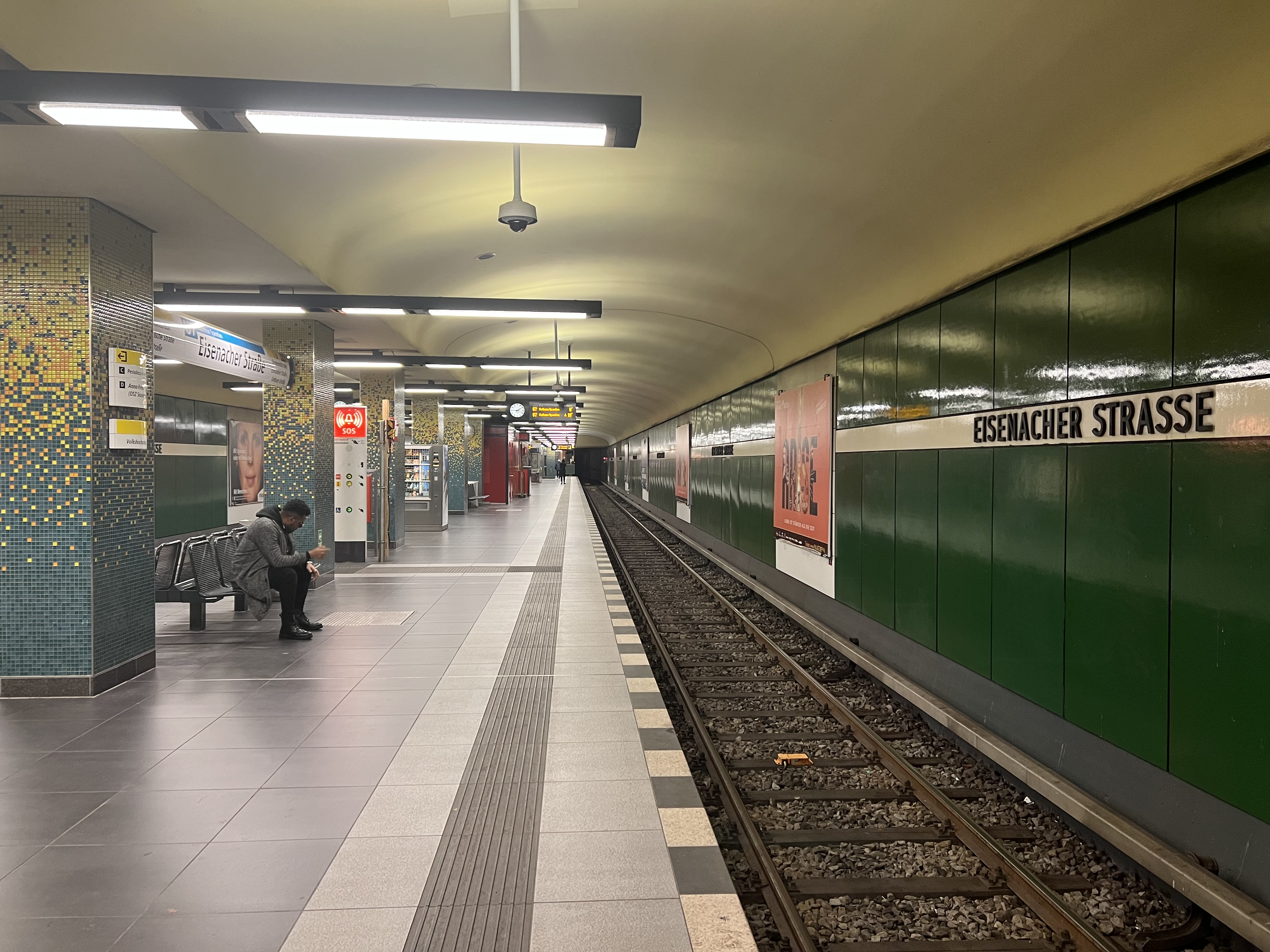
Eisenacher Strasse
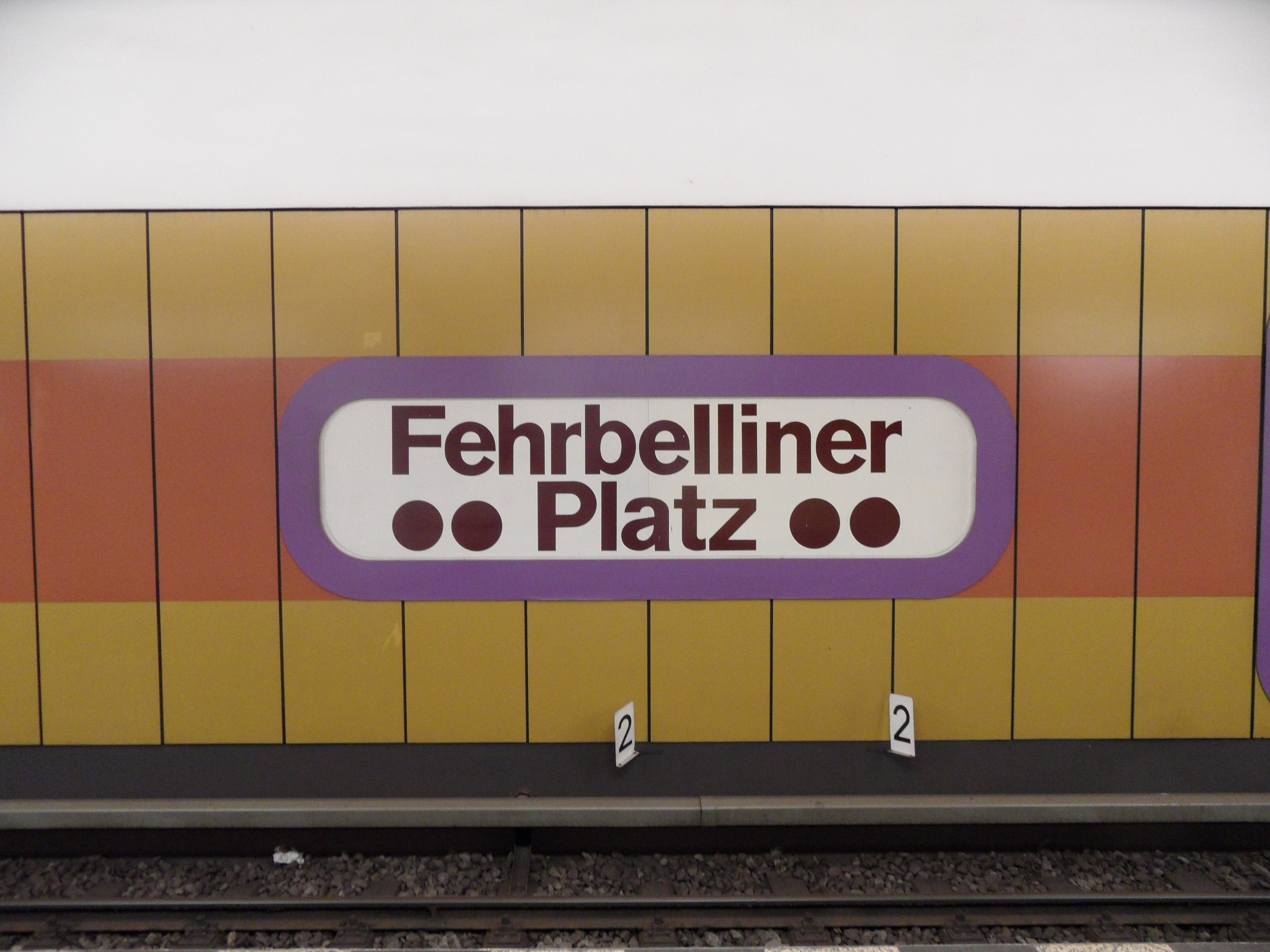
Fehrbelliner Platz
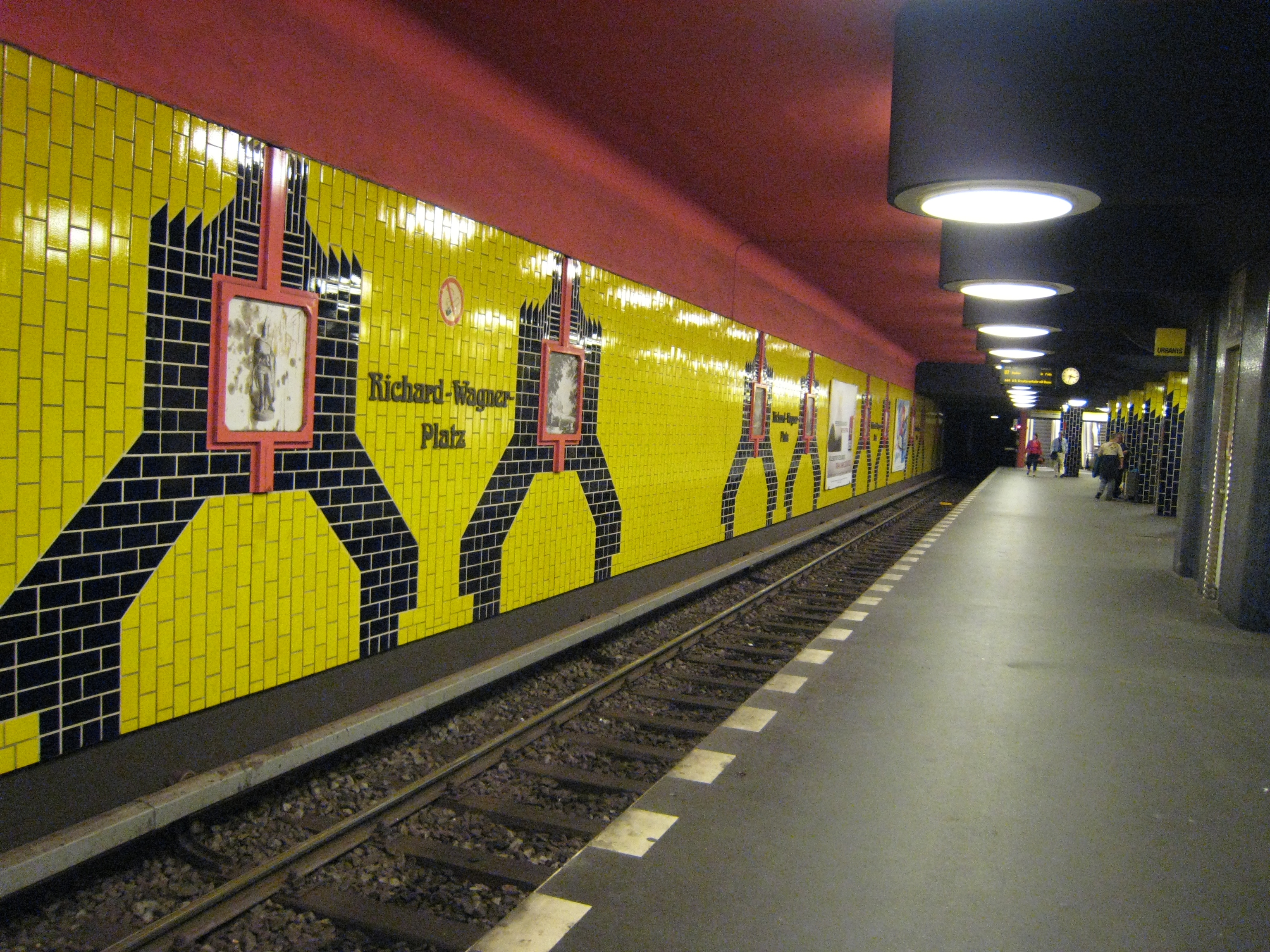
Richard-Wagner-Platz
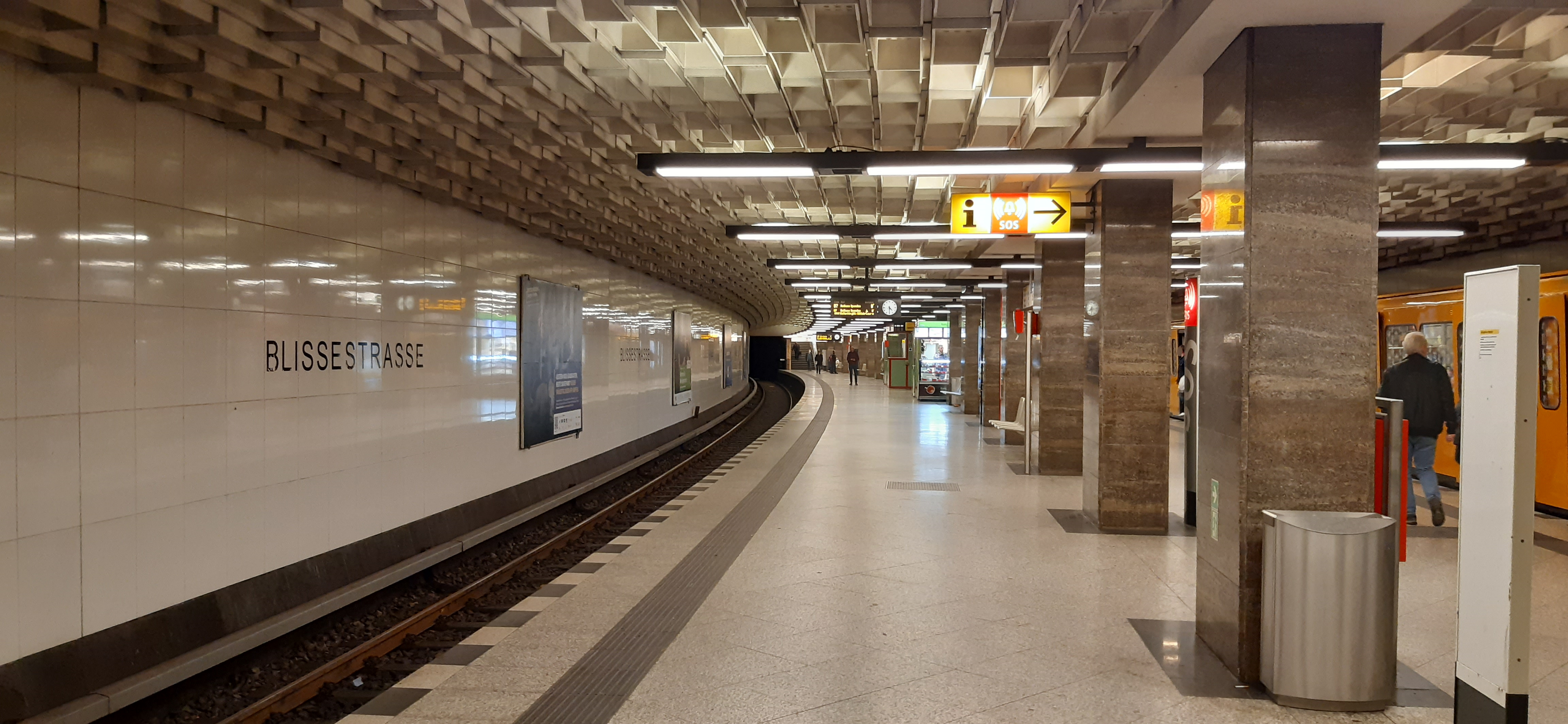
Blissestrasse
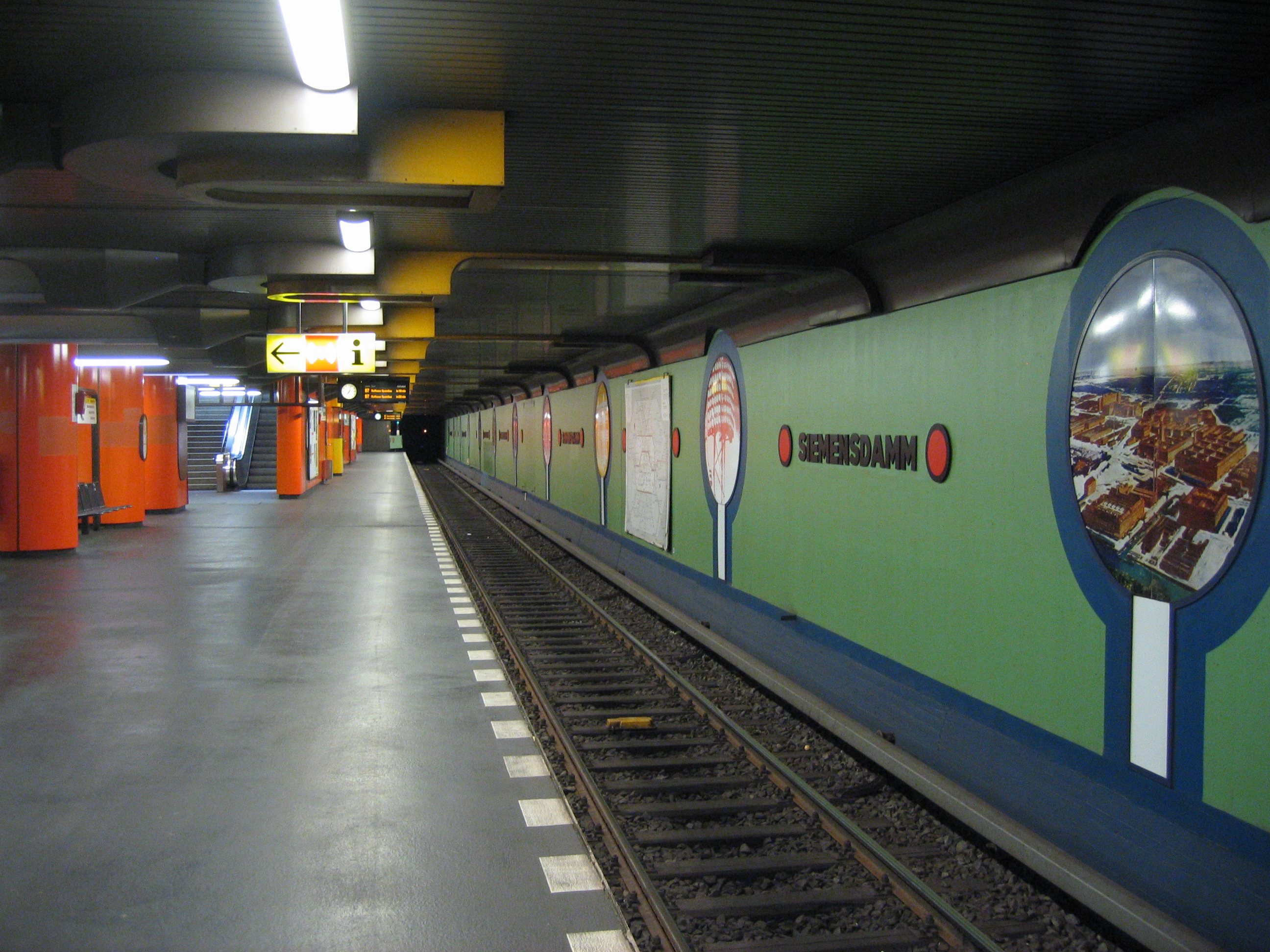
Siemensdamm